# Toalla sanitaria
Una toalla sanitaria o compresa sanitaria, también llamada toalla higiénica, toalla femenina,serena o toalla menstrual, es un producto absorbente de gestión menstrual que se coloca en la ropa interior para contener la menstruación. Como suministro de higiene también puede utilizarse para el loquios posparto, sangrado post aborto, tras una cirugía ginecológica y en cualquier situación donde exista un sangrado vaginal. Un pantiprotector o protector diario es un absorbente similar, más liviano y pequeño, destinado al flujo menstrual leve, sangrado intermenstrual y fluidos vaginales, mientras que un interlabial es una toalla más pequeña que se sostiene por acción de los labios vaginales.
La versión predominante en el mercado es descartable y está fabricada con pulpa de madera que alcanza el 48% del producto, le sigue un 36% de plásticos como polietileno (PE), polipropileno (PP) y politereftalato de etileno (PET), 7% de adhesivos, 6% polímeros super absorbentes y 3% de papel adhesivo. Otros modelos se confeccionan a partir de materiales biodegradables como algodón, bambú, caña, láminas de bioplásticos, entre otros. Las toallas fabricadas en tela son opciones reutilizables, que se lavan y secan entre usos.
Los primeros antecedentes históricos de toallas sanitarias fueron retazos de tela para contener el sangrado. Estos paños, generalmente de lino, se lavaban, reutilizaban y se ajustaban al cuerpo mediante fajas, cinturones, tiradores, botones o alfileres. Las mujeres también podían emplear materiales absorbentes como algodón, virutas, esponjas, lana o papel que se descartaban con cada uso. Las primeras marcas de toallas descartables aparecieron a fines del siglo XIX y se establecieron comercialmente a principios del XX, con la aparición del cellucotton, un textil no tejido a base de celulosa. Durante las décadas de 1960 y 1970 los fabricantes comenzaron a incorporar en los modelos plásticos flexibles, pegamento y «alas» (extensiones laterales que rodean a la ropa interior) para fijarlas en su lugar.
A nivel global no existe un criterio unificado de regulación de venta de toallas sanitarias. Algunos países se inclinan por englobarlas como bienes de consumo, un parámetro general de amplio alcance, mientras que otros aplican criterios más rigurosos. A su vez, son el producto más vendido del mercado de elementos de higiene femenina. Esto se debe a su mayor disponibilidad y reconocimiento sobre otras opciones de gestión menstrual. La región Asia-Pacífico se convirtió en la mayor consumidora de toallas sanitarias, con China e India contabilizando el 80% de la cuota del mercado, situación propiciada por la elevada cifra de mujeres combinada con un aumento de la urbanización, en los ingresos personales y un mayor acceso a información sobre gestión menstrual.
Sobre su uso, cabe la posibilidad de desarrollar dermatitis de contacto (vulvitis) y alergia a componentes como perfumes, plástico y adhesivos. La incidencia de estos cuadros es baja, con un caso cada dos millones de toallas utilizadas. No se aconseja el uso de estos apósitos para tratar incontinencia urinaria al existir productos diseñados específicamente para este fin. Las toallas sanitarias con plástico no son biodegradables y su impacto ambiental se asocia a los procesos de extracción de materia prima, su fabricación y los envases. Junto a los tampones y otros productos desechables de higiene constituyen el quinto mayor contaminante de playas y ecosistemas marinos. Se estima que una mujer puede llegar a utilizar entre 12 000 a 17 000 unidades de productos descartables durante su vida menstrual, lo que equivale entre 136 y 200 kg de residuos que pueden terminar en vertederos. La cifra total de toallas desechadas en el medio ambiente se espera que supere las 12 mil millones por año.

## Historia

### Antecedentes
Desde la antigüedad las mujeres han usado diferentes formas de gestión menstrual. En la enciclopedia Suda se cita que Hipatia arrojó un «trapo femenino» a un admirador suyo en un intento de alejarlo.  En la Edad Moderna temprana en Inglaterra se utilizaba un tipo de tela de lino para diversos usos domésticos, entre los que se encontraba la contención de la menstruación. No hay evidencia que se cosiera de algún modo, pero sí se doblaba sobre sí misma para absorber más cantidad de flujo. Por la ausencia aún de ropa interior, para fijarse al cuerpo se envolvía sobre la faja o se aseguraban a ella con alfileres. La reina Isabel I de Inglaterra poseía tres fajas de seda negra con las que sostenía sus paños menstruales de lino holandés.
Las menciones en registros históricos de productos menstruales son escasas. Se consideraba información que pasaba de boca en boca, particularmente de madres a hijas, y las opciones se limitaban a retazos de tela reutilizados, pañales o toallas tejidas. Desde el siglo XVIII al XX las mujeres cosían paños de tela que ajustaban bajo la enagua y lavaban a diario. Se estima que solo aquellas pertenecientes a clases sociales altas contenían el sangrado con capas de tela, en especial cuando estaban en público, mientras que las campesinas o integrantes de clases populares podían simplemente dejar correr el flujo en sus capas de ropa. No se esperaba que todas las mujeres gestionaran su menstruación de la misma manera; en términos generales los paños menstruales se confeccionaban en el hogar a partir de retazos de sábanas viejas y trapos de uso doméstico, que luego se levaban a mano y reutilizaban. Otros modelos se tejían con hilos gruesos de algodón y se aseguraban al cuerpo mediante cinturones y botones. Para este punto la menstruación no era un acontecimiento mensual recurrente debido a la tasa más elevada de embarazos en conjunto con la desnutrición, lo que incluso podía generar la ausencia de periodos menstruales en las mujeres de clases bajas durante el invierno por la falta de alimentos.

### SigloXIXy primeros modelos desechables
Mientras que los paños menstruales se lavaban y reutilizaban, un número de mujeres gestionaba el sangrado con materiales absorbentes que luego descartaban como algodón o virutas de madera, tanto por motivos de conveniencia y limpieza, como para evitar tener contacto con su flujo menstrual. Esto dio pie a la manufactura de toallas de un solo uso. Estos primero modelos desechables se basaron en los paños menstruales y consistieron en rectángulos de lana, algodón o fibras similares como núcleo absorbente rodeados por gasa, estameña o con una cubierta tejida. Los más costosos presentaban una capa inferior de material impermeable.
La primera patente bajo el nombre «toalla sanitaria» surgió en 1885, por Robinson and Sons de Chesterfield, Inglaterra, fabricantes a su vez del tejido gamgee, derivado de la lana y utilizado como apósito quirúrgico. El primer modelo comercializado de toalla desechable corresponde a la compañía química Southalls Ltd en Birmingham, lanzado a fines de la década de 1880. Uno de sus anuncios de 1888 se colocó en una tienda de antigüedades en un intento de evitar herir susceptibilidades del público. Se refería al producto como toallas para «señoritas que viajan por tierra y mar» («Ladies Travelling by Land and Sea») y «artículos patentados de ropa interior. Indispensables para las señoritas que viajan». Mencionó también el hecho de que estas debían lavarse y podían incinerarse una vez utilizadas.
Alrededor de 1895 surgió la marca Curads and Hartmann's, en Alemania. El material absorbente empleado wood wool podría haber sido virutas de madera o bien fibras de rayón. Publicidad de sus toallas se halló en catálogos del Reino Unido y Estados Unidos, lo que constituye el primer antecedente de venta multinacional  de este producto. En 1896 Johnson & Johnson lanzó el primer modelo desechable de Estados Unidos, Lister Towel Sanitary Napkins for Ladies, nombrado en honor al médico Joseph Lister. Consistía en una toalla de algodón cubierta por una gasa y derivaba de los kits de maternidad con productos destinados al parto comercializados por la empresa a principios de la década. El precio de los absorbentes manufacturados era elevado y el público en general continuó utilizando los métodos tradicionales.

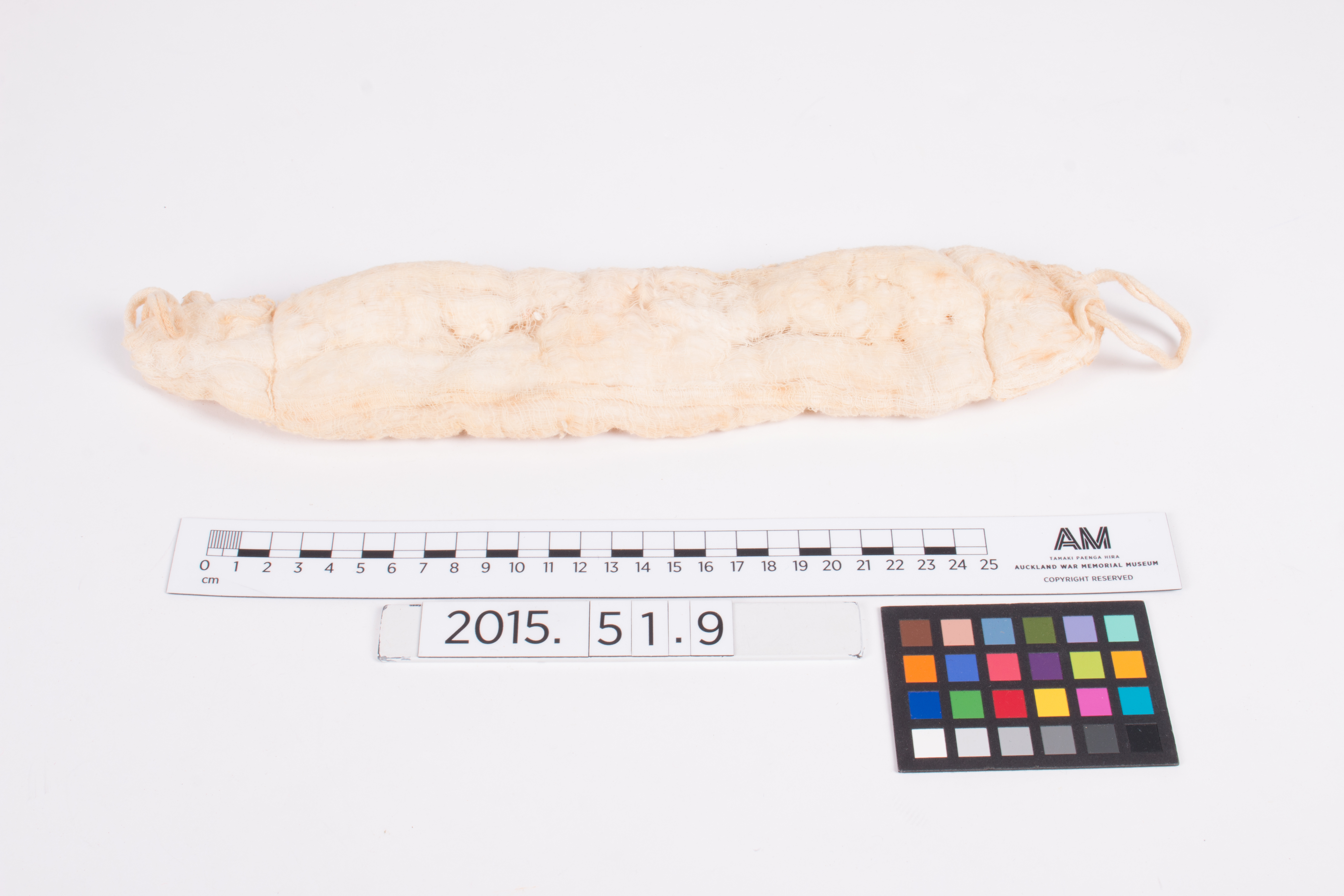
Paño menstrual casero, confeccionado con algodón y estameña. Se ajustaba a un cinturón menstrual por los extremos (principios del, Auckland War Memorial Museum, Nueva Zelanda).

Desde mediados del siglo XIX y durante la mayor parte del siglo XX se utilizaron complementariamente tiradores que recorrían el cuerpo desde los hombros hasta los genitales y sostenían las toallas, de tela o desechables, en contacto con la vulva. Un anuncio de 1870 los publicitaba como «tiradores de vendajes». Patentes de 1891 y 1894 incorporaban una bolsa o saco catamenial en lugar de una toalla para recolectar orina y flujo. Otros productos similares fueron los cinturones menstruales que se ajustaban a la cintura, y los pantalones sanitarios, con una abertura en la entrepierna y un sistema de anillas que mantenían las toallas en su posición.  También podían sostener otros materiales absorbentes como algodón, esponjas, viruta de madera, guata, lana y papel. A fines de siglo, modelos de toallas y cinturones se listaban en catálogos de venta al por mayor y las consumidoras podían adquirirlos en farmacias y grandes almacenes como Sears o Montgomery Ward. También podían comprarlos directamente al fabricante mediante volantes y publicidad en revistas orientadas a mujeres como Harpers Bazaar, Woman's World and Jenness Miller Monthly y The Delineator. Algunas publicaciones proveían el servicio de promotoras, que vendían estos productos con sistema puerta a puerta.

### SigloXX: establecimiento en el mercado
A partir del siglo XX se intensificó el uso productos desechables. La experiencia de enfermeras en Francia durante la Primera Guerra Mundial encontró que los vendajes, fabricados en su mayoría a partir de fibras de celulosa provenientes de la pulpa de madera, absorbían mejor la sangre que el algodón. Por su bajo precio y eficacia los utilizaron también como apósitos menstruales descartables. Tras la guerra, la empresa estadounidense Kimberly-Clark (que había suministrado los vendajes a las tropas), denominó a este nuevo material cellucotton y fundó la rama Cellucotton Products Company para su aplicación comercial, donde Implementó esta fibra derivada de la celulosa para fabricar nuevos productos de higiene de un solo uso como los pañuelos Kleenex y las toallas sanitarias Kotex. Estas últimas se vendieron por primera vez en octubre de 1919 en una tienda de Chicago de la cadena Woolworths, y se volvió el modelo más popular en Estados Unidos.
Los primeros diseños consistían en capas de cellucotton cubiertas por una gasa. Las usuarias podían recortar el interior absorbente de la toalla para adecuarlo a su preferencia, un comportamiento natural en la década de 1920 cuando los consumidores aún no estaban habituados a los productos de fabricación masiva listos para usar. Con el tiempo Kotex incorporó estas modificaciones como los bordes redondeados y patrones para la distribución más uniforme del flujo; el producto pasó de promocionarse como un insumo de diseño flexible y adaptable, a uno manufacturado estándar. El nombre deriva de [K]Otton-like TEXture (textura similar al algodón) y se atribuye a Albert Lasker, publicista que también creó las campañas de difusión mostrando a enfermeras para inspirar una mayor confianza en el producto. Se publicaron anuncios en revistas orientadas a mujeres de tirada nacional como Good Housekeeping y Ladies' Home Journal, la primera campaña de promoción a gran escala de una toalla sanitaria. En un principio Edward Bok, editor de Ladies' Home Journal, se negó a incluir publicidad de este producto por sus inquietudes sobre la moralidad del mismo; tras el pedido de Lasker de que una mujer la evalué para verificar si sería ofensiva, aceptó incluirla. La empresa invirtió su mayor presupuesto para publicidad en aquella revista que el que había destinado a cualquier otra en sus entonces veinte años de existencia. En 1929, Kotex produjo el primer anuncio de un suministro menstrual donde aparecía por primera vez una persona identificable. La imagen era una fotografía de Lee Miller, tomada por Edward Steichen un año antes y vendida a la empresa, que fue utilizada para promocionar la marca de toallas. El anunció generó controversia en el público estadounidense, que juzgó escandaloso la exposición pública de un producto de higiene menstrual.
La discreción se convirtió en uno de los aspectos principales de la distribución a las consumidoras, quienes debido al tabú menstrual podían avergonzarse de ser vistas comprando el producto  o cohibidas de requerirlo directamente a un cajero. Johnson & Johnson promovió un sistema de autoservicio donde la cliente colocaba el dinero en una caja y tomaba por sí misma el paquete de toallas, sin interactuar con un empleado. Lasker aplicó la misma dinámica para Kotex. En 1920 Lister Towel Sanitary Napkins for Ladies se renombró a Nupak, una nueva marca que evitaba el nombre descriptivo y envasaba las toallas descartables en una caja con solo el logo de la empresa visible, sin referencias a su función. En 1927 apareció la marca MODESS Sanitary Napkins, también de Johnson & Johnson, con un sistema de venta mediante cupones que la consumidora podía intercambiar en el comercio sin nombrar al producto.
Ese mismo año Lillian Gilbreth llevó a cabo el primer estudio de mercado conocido de productos de higiene menstrual a pedido de esta empresa. El resultado de la encuesta a las usuarias arrojó que las cinco características más importantes que una toalla sanitaria debía tener en orden de importancia eran comodidad, protección adecuada, discreción, facilidad de desecho y disponibilidad. Kimberly-Clark promocionó el eslogan «Ask for them by name» que instaba a utilizar el nombre de la marca Kotex como eufemismo de toallas sanitarias a la hora de comprar. Esto evitaba que la compradora tenga que mencionar el producto en el mostrador y la estrategia le valió a su vez un mayor reconocimiento de marca. Complementariamente se aplicó un diseño de envase discreto que consistió en una caja azul pequeña solo con el nombre impreso. En Alemania la marca Camelia instruyó a los dueños de tiendas para que entreguen las cajas de toallas envueltas en papel blanco, y aconsejó a las clientes que pidan el producto a una empleada. En su casa las mujeres evitaban guardar los paquetes en cuartos de uso común con varones como el baño, y preferían hacerlo en su habitación, particularmente en un mueble de uso personal como una mesita de luz.
El estudio de Gilbreth también concluyó que las mujeres que trabajaban fuera de su hogar preferían el uso de toallas comerciales, mientras que aquellas que se quedaban en casa podían confeccionar sus propios paños menstruales. Para 1927 las toallas sanitarias descartables eran más populares que las de tela entre las estadounidenses, quienes comenzaron a tener un rechazo al lavado y reutilización de este insumo. Debido a creencias de que el baño o la inmersión en agua fría eran perjudiciales para una mujer menstruante, desde 1920 se vendieron espráis vaginales y desodorantes en polvo para contrarrestar cualquier olor producido por las toallas. Sus usos se profundizaron a mediados de siglo, y a partir de las décadas de 1980 y 1990 se comenzó a cuestionar la necesidad y seguridad de fragancias en la zona vaginal. En los años 1930 surgieron otros productos de gestión menstrual: el tampón, presentado como un absorbente interno descartable, y a fines de la década las primeras copas menstruales, reutilizables. Estas últimas no lograron un impacto comercial significativo y las opciones desechables dominaron el mercado. En esta década la inventora estadounidense Mary Kenner diseñó el primer cinturón menstrual regulable. Su diseño incorporaba un bolsillo hecho de materiales resistentes a la humedad para sostener la toalla, y prevenía las fugas al ajustarla firmemente contra los genitales. Una empresa que había mostrado interés en patrocinar la fabricación abandonó la propuesta cuando descubrió que era afroestadounidense. El invento no logró apoyo comercial y recién en 1956 Kenner reunió el dinero necesario para patentar su modelo.

#### Mediados de siglo hasta actualidad
A mediados de siglo hubo un aumento en la variedad de marcas disponibles en el mercado, las cuales competían por ofrecer productos más discretos para comprar, usar y desechar, sobre todo a la hora de utilizarlos en un baño público. Las toallas se comenzaron a vender en envases individuales, fáciles de llevar y descartar en una papelera, mientras que en la vivienda se volvió más habitual almacenar los paquetes en el cuarto de baño, de forma discreta pero accesible. Asimismo, las toallas se consideraron la opción más adecuada para mujeres solteras por temores de que la inserción de tampones dañe el himen y esto comprometa su «virginidad» para el matrimonio.
A partir de la década de 1960 los fabricantes comenzaron a incorporar capas de polipropileno y polietileno por sus propiedades impermeables. Por esta misma época, los adhesivos y plásticos flexibles reemplazaron al sistema de cinturones para fijar el absorbente en su lugar, y en 1969 la marca Stayfree lanzó el primer modelo con pegamento. Las «alas», extensiones laterales diseñadas para rodear la ropa interior, aparecieron en la siguiente década, a su vez que el avance en materiales super absorbentes redujo el volumen de las toallas. Otro cambio en el diseño fue la adhesión de tramas de fibras de poliéster que contenían los fluidos en el centro y evitaban fugas o desbordes.
Desde 1990 Arunachalam Muruganantham, un emprendedor e inventor de Coimbatore, India, se dedica a trabajar en el problema de las prácticas insalubres de gestión menstrual de su país debido a la falta de insumos. Para ello, desarrolló una máquina capaz de fabricar toallas sanitarias a bajo costo. Cada una de estas le permite a tres mil mujeres acceder a una versión económica de este producto.

## Producto

### Uso

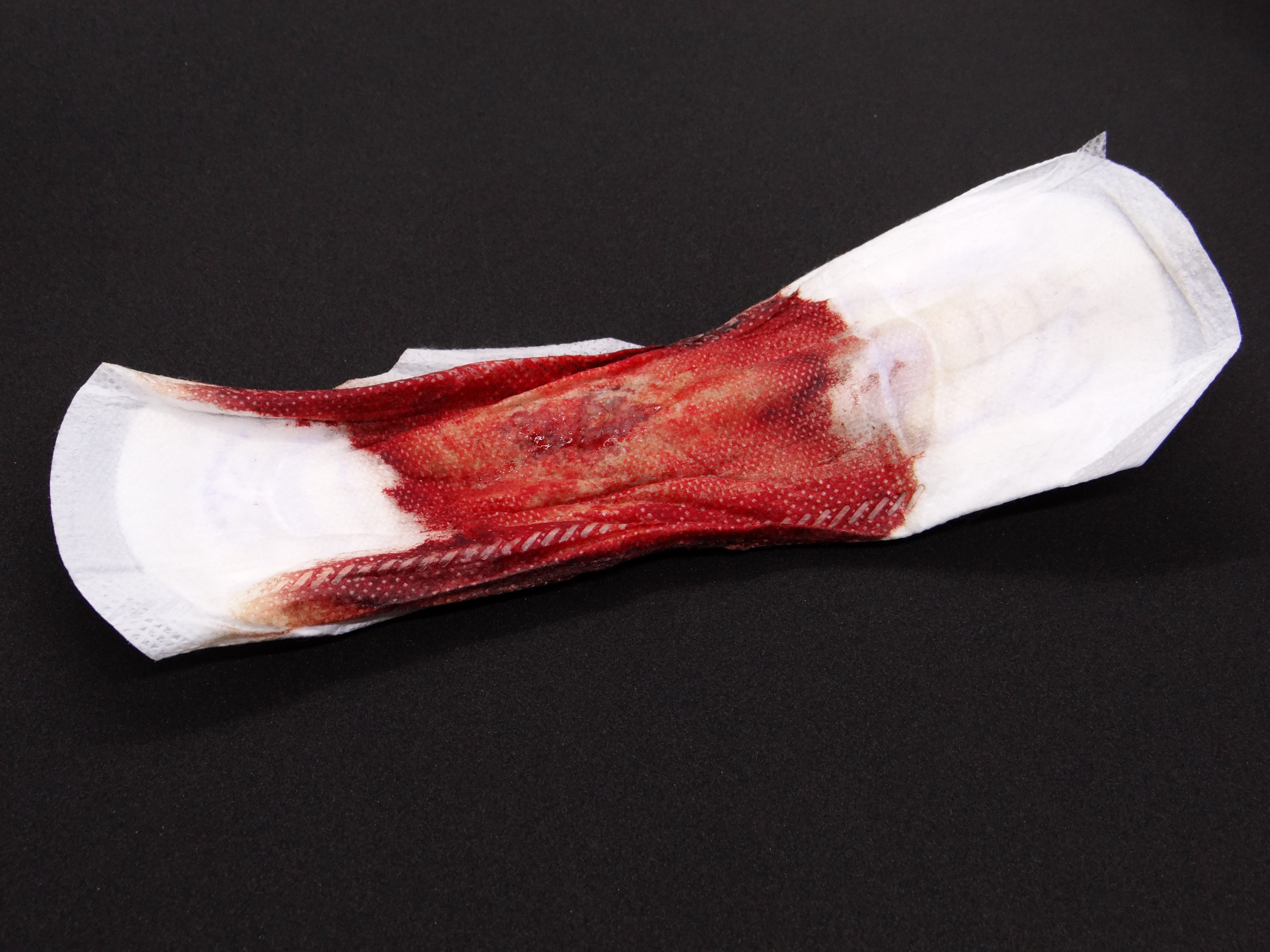
Toalla descartable utilizada para absorber sangrado de deprivación por el uso de anticonceptivos hormonales.

Las toallas sanitarias son un producto absorbente de gestión menstrual que se colocan de forma externa entre la vulva y la ropa interior, a diferencia de tampones y copas menstruales que van alojados en la vagina.  Se debe elegir el modelo adecuado de acuerdo al  volumen de flujo menstrual, con opciones para moderado, regular o abundante. La recomendación es cambiarlas cada tres o cuatro horas para prevenir irritación y evitar olores por la acumulación de bacterias. La cantidad de apósitos que se utilicen dependerá de cada persona, con un promedio de cinco a siete toallas por día, siete días al mes a lo largo de treinta y cinco años de vida menstrual. Pueden utilizarse en conjunto con copas menstruales o tampones como prevención ante fugas y manchado. No pueden usarse mientras se nada ya que absorberían agua y filtrarían. Existen modelos específicos de toallas y pantiprotectores para colocar sobre tangas o colaless.  No se aconseja utilizarlas para tratar incontinencia urinaria dado que pueden resultar incómodas, retener la humedad y causar inflamación.
Complementariamente se ha investigado la posibilidad de utilizarlas con propósitos clínicos. Pueden emplearse como método de detección de virus del papiloma humano (VPH) si se analiza el flujo menstrual absorbido, lo que constituye una herramienta no invasiva de prevención del cáncer cervical. Tanto tampones como toallas descartables podrían utilizarse para identificar cuadros de candidiasis. En 2021 se experimentó con fibras de algodón de los apósitos tratadas con la molécula L-prolina β-naftilamida (PRO), que en contacto con el flujo menstrual reacciona con una enzima presente en el hongo candida albicans y cambian de color. Este método de diagnóstico por colorimetría permite a la usuaria identificar una posible infección de manera discreta en el hogar, especialmente en contextos con pobre acceso a servicios de salud, o presencia de tabúes sobre trastornos vaginales que desalienten la búsqueda de ayuda médica. Otros usos teorizados con cambio de color por contacto con orina o flujo vaginal incluyen prueba de embarazo por detección de la hormona gonadotropina coriónica (hCG), y prevención de enfermedades como diabetes por niveles altos de glucosa, anemia, enfermedades de transmisión sexual e infecciones vaginales y urinarias.

### Diseño

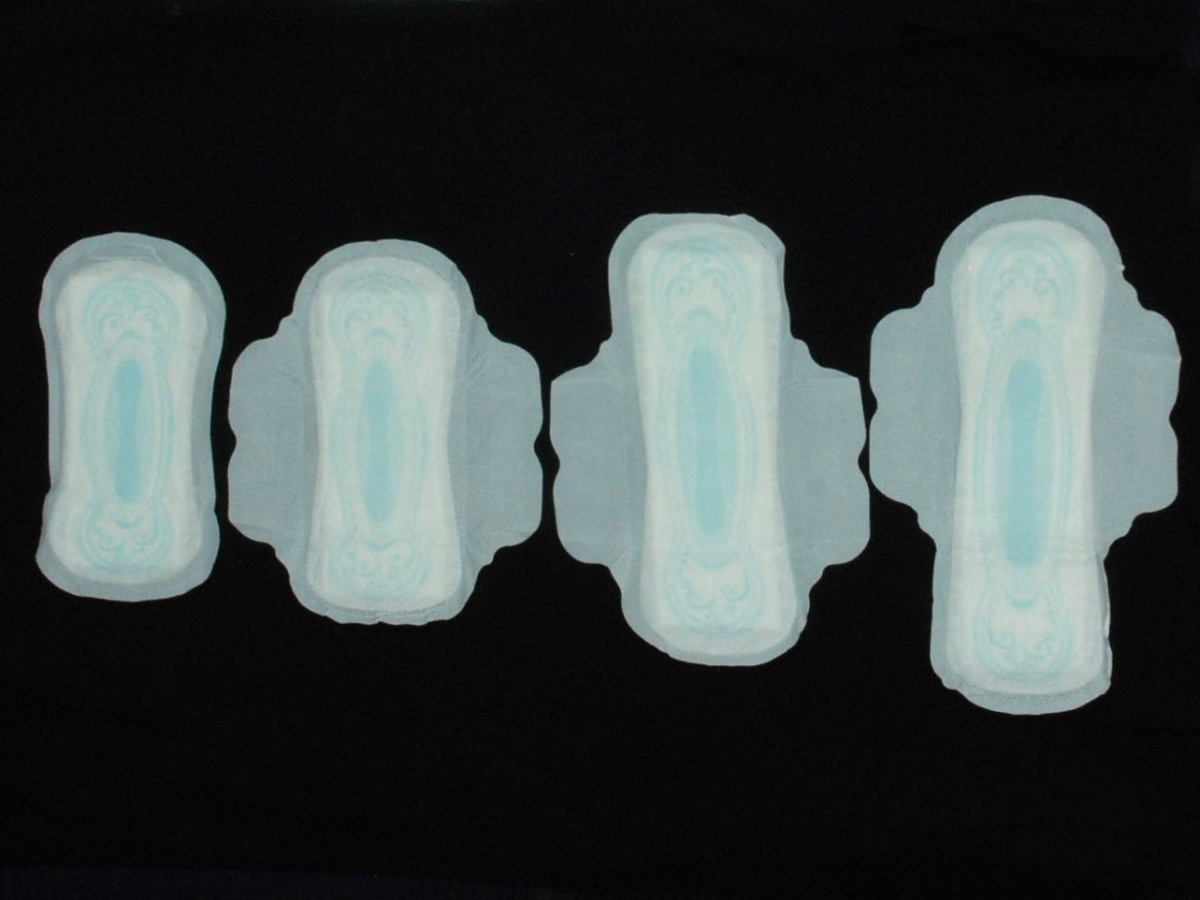
Diferentes modelos de toalla sanitaria.

Los modelos comercializados más comunes incluyen:
- Pantiprotectores: destinados primariamente para el flujo vaginal diario, pueden utilizarse para menstruación o incontinencia urinaria leve, o a modo de refuerzo con el uso de tampones.
- Ultradelgada: compacto y delgado con la misma absorción que una toalla regula o maxi.
- Regular: con un rango medio de absorbencia.
- Maxi/Súper: de uso común al comienzo de la menstruación cuando el sangrado es más profuso.
- Nocturna: modelo más largo para uso mientras la usuaria está acostada o durante la noche.
- Materna: diseñada para retener los loquios tras el parto (sangre, moco y tejido placentario), es ligeramente más larga que el modelo nocturno.

- Con alas: Las alas son unas prolongaciones laterales que sirven para fijar la toalla a la braga y que no se mueva
- Interlabiales: tipo de toalla que se sostiene por la acción de los labios vaginales.[6]

### Materiales y fabricación
El principal componente de las toallas descartables es la pulpa de madera (celulosa tratada con pulpeo al sulfato) en forma de pasta fluff que alcanza el 48% del producto. Le sigue un 36% de plásticos como polietileno (PE), polipropileno (PP) y politereftalato de etileno (PET), 7% de adhesivos, 6% de polímeros super absorbentes y 3% de papel adhesivo. Es posible hallar combinaciones con materiales como poliolefinas, otros tejidos de celulosa complementando al absorbente, gel de sílice (coadyuvantes de absorción), papel siliconado, papel air lead, bordes con elásticos, colorantes y técnica decorativa de gofrado. Se pueden adicionar compuestos como niacinamida, hexamidina (antiséptico) y óxidos de zinc para mejorar la experiencia en contacto con la piel, mientras que una película de alcohol behenílico (emulsionante) mantiene unidas las moléculas lipídicas de la sangre del flujo menstrual. Para la fabricación la pulpa se transforma en fibras de rayón y se le aplica un blanqueamiento con cloro. Existen modelos que incorporan una banda liberadora de aniones por sus propiedades antibacterianas.
Los materiales se alinean en cuatro capas principales. La capa superior o cubierta tiene contacto directo con la vulva y su función consiste en recibir los fluidos y redireccionarlos al interior de la toalla. Se fabrica con polietileno, en forma de material no tejido microperforado e hidrofóbo, que se combina hasta con un 20% de textil hidrófilo para generar la capilaridad necesaria y atraer el líquido; por sus propiedades puede encapsular la humedad en el interior al mismo tiempo que se mantiene seca por fuera. Otra variable es una cubierta de tela suave, mezcla de polietileno con polipropileno. Le sigue una capa de adquisición y distribución, también llamada cubierta secundaria, que permite que el líquido se expandan longitudinalmente a lo largo de la toalla y no se concentre en un solo punto; esto mantiene seca la piel y evita que el producto se deforme durante su uso. Generalmente se emplean materiales no tejidos compuestos y termosellados como combinación de algodón, polietileno y otras fibras poliméricas. Bajo esta se encuentra el núcleo hidrófilo de pasta de celulosa mezclada con polímeros super absorbentes de poliacrilato de sodio, capaz de capturar de 27 y 32 veces su peso en fluido rodeándolo en forma de gel. La lámina inferior de polietileno u otro material no tejido se adhiere a la ropa interior mediante pegamento y la protege de manchas y humedad. Algunos modelos pueden incluir fragancias que se aplican entre la capa inferior y el núcleo absorbente. Los límites de uso pueden adecuarse a los estándares de la Asociación Internacional de Perfumería, mientras que su composición específica rara vez se libera al público.
En el mercado existen máquinas capaces de producir entre quinientas y mil unidades de toallas por minuto. Los empaques presentan una fecha de vencimiento relacionado al límite de tiempo antes de la expiración del polímero super absorbente del interior. También sirve a los fines de indicar una posible degradación del envase, lo que podría haber expuesto al insumo a la contaminación por agentes externos. El rendimiento de una toalla sanitaria puede evaluarse según el tiempo de absorción (rapidez), la capacidad máxima de líquido contenido sin escurrir y el retorno de humedad tras sentarse o apoyarse sobre el producto. Este último factor puede calcularse con base en la cantidad de fluido contenido tras aplicar presión y evaluar así la capacidad de retención de los materiales empleados. La densidad de las fibras del interior influye directamente en su capacidad de absorción, a mayor compresión de las mismas, mayor posibilidad de retener fluidos y mantener la integridad estructural. Los fabricantes pueden realizar pruebas físicas y químicas (para analizar el desempeño de absorción), hipoalergénicas y microbiológicas. Las evaluaciones pertinentes para toallas sanitarias incluyen el protocolo ASTM D 461 para análisis de retención de líquidos, prueba ISO 5405-1980 de absorbencia y Norma Europea BS3424 Method 21 de dispersión capilar en tejidos revestidos. La Organización Mundial de la Propiedad Intelectual las categoriza como dispositivos clase cinco junto a otros productos de higiene personal que no sean de tocador.

#### Materiales alternativos
Mientras que a nivel comercial los polímeros y fibras sintéticas siguen siendo la opción predilecta de los fabricantes, existen otros modelos de toallas descartables confeccionadas a partir de materiales biodegradables. En algunos casos surgieron como respuesta a la ausencia de productos convencionales de plástico en países en vías de desarrollo, y son también una alternativa para aquellos sectores socioeconómicos a los que se les dificultaba su acceso por su precio y disponibilidad. Para garantizar su viabilidad suelen fabricarse con insumos locales de bajo costo. Algunos modelos pueden incorporar tanto materiales biodegradables para las diferentes capas, mientras que continúan utilizando polímeros de hidrogel en el interior. Las versiones 100% biodegradables pueden presentar múltiples capas de algodón, lo que redunda en una almohadilla abultada, o reemplazar los polímeros super absorbentes por un núcleo de algas, material que demora de 45 días a seis meses en degradarse. Otros materiales no tejidos propuestos incluyen algodón orgánico para la capa superior; fibras de cáñamo, lana, yute y bambú para el núcleo; bioplástico de almidón y ácido poliláctico para las láminas impermeables.

En Uganda se fabrica un tipo de toalla sanitaria confeccionada con papiro y papel triturado. Fue desarrollada por el ingeniero Moses Musaazi tras un informe de la Universidad de Makerere y el Instituto Rockefeller sobre el ausentismo escolar en niñas derivado de la falta de elementos de gestión menstrual. En India se elabora un modelo a partir de las fibras de la cáscara del plátano, un subproducto agrícola que se desintegra en un plazo de tres a seis meses, 1200 veces más rápido que una toalla descartable de plástico. También se experimentó con jacinto de agua (especie invasora y de rápida propagación en Kerala) junto al algodón como absorbentes y cera de abeja como capa impermeable. 

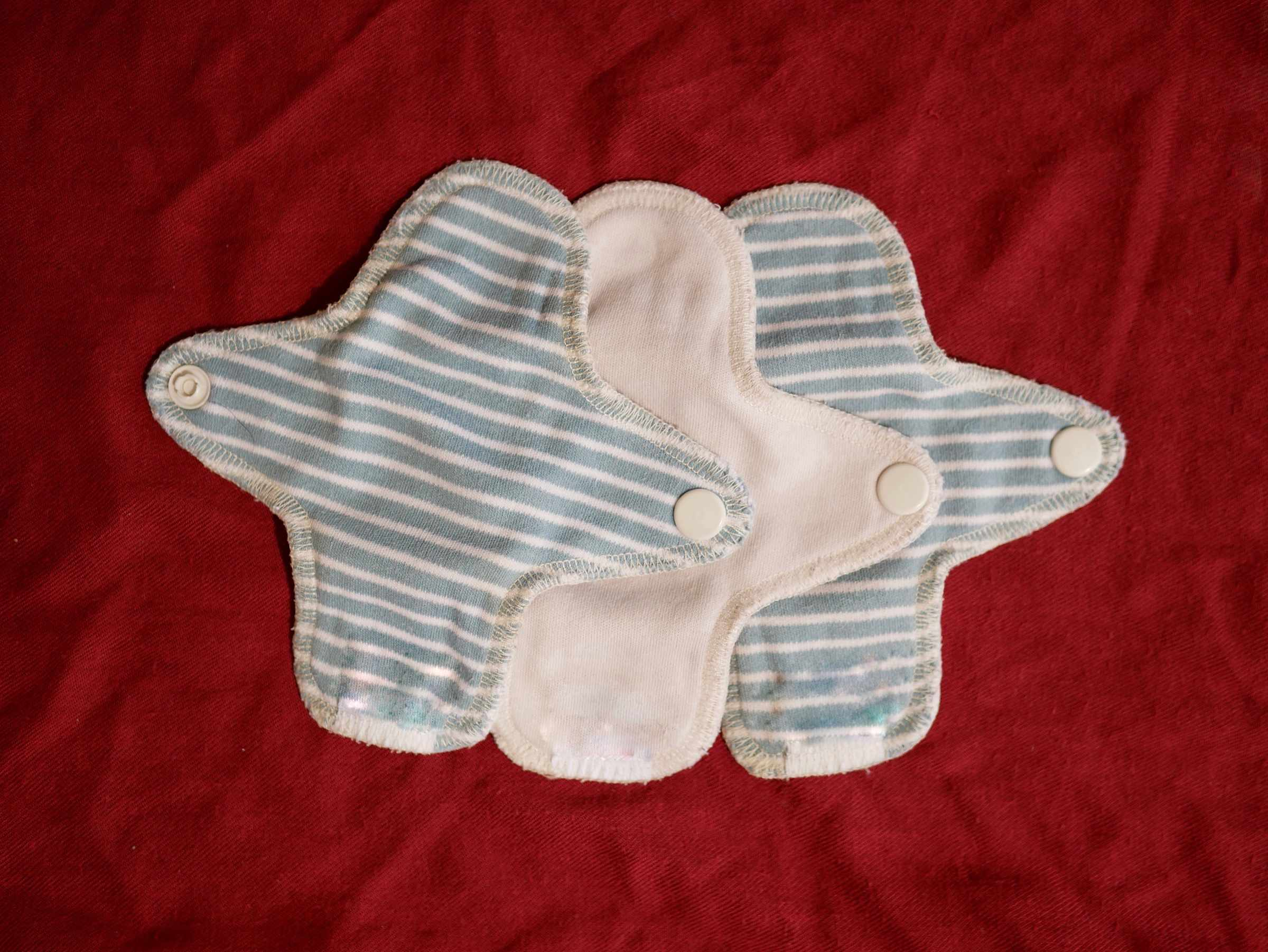
Toallas reutilizables de tela

## Seguridad

### Salud
Las toallas descartables pueden provocar irritación en la vulva por la fricción contra la piel durante su uso al caminar o hacer ejercicio. Cabe la posibilidad de desarrollar dermatitis de contacto, específicamente vulvitis, una reacción alérgica a componentes del producto como adhesivos, perfumes o inhibidores de olor. Las «alas» en contacto con la piel también pueden causar irritación y el plástico puede generar reacciones alérgicas. La incidencia de dermatitis es baja, con un caso cada dos millones de toallas utilizadas y se estima que un 0,7% son a causa del contacto con el adhesivo metildibromo glutaronitrilo.
El uso de algunas marcas puede desencadenar cuadros de vulvitis, especialmente en los últimos días de menstruación. Este cuadro inflamatorio no siempre se asocia al uso del apósito en un primer momento ya que los síntomas pueden persistir o empeorar finalizada la menstruación. Como consecuencia, cabe la posibilidad de interpretarlo incorrectamente como candidiasis recurrente o vaginitis crónica. Dado que la vulvovaginitis por cándida se asemeja en apariencia a esta dermatitis (aunque no coincide en la distribución), el tratamiento del cuadro con antimicóticos no es efectivo ya que los síntomas volverán a aparecer de forma mensual y recurrente coincidiendo con el patrón de uso de las toallas descartables.
Por sus materiales no respirables también puede generar mayor sudoración en la zona genital, lo que podría predisponer a la usuaria a la vulvovaginitis; la forma de evitarlo es minimizar el uso de las almohadillas, utilizar modelos sin fragancias, cambiarlos habitualmente o evitar su uso por completo. El riesgo de síndrome del choque tóxico (TSS), causado por toxina bacteriana, es bajo utilizando toallas y está más asociado al uso de tampones, y en menor medida otros dispositivos de uso interno como copas y discos menstruales. La recomendación habitual para prevenirlo es cambiarlas más frecuentemente los días de mayor volumen de sangrado.

### Regulación y estudios
A nivel global no existe un criterio unificado de regulación de venta de toallas sanitarias, que varía desde el registro voluntario por parte de las empresas a una clasificación legal obligatoria. Algunos países se inclinan por englobarlas como bienes de consumo, un parámetro general de amplio alcance, mientras que otros aplican criterios más rigurosos. Es condición para cada jurisdicción con un marco regulatorio evaluar el riesgo en la salud cada vez que se utilicen nuevos materiales o químicos en la fabricación. La Administración de Medicamentos y Alimentos (FDA) en Estados Unidos adoptó los lineamientos de la  Organización Internacional de Normalización (ISO). Las toallas descartables con y sin fragancia se consideran dispositivos médicos clase I, y solo aquellos modelos que presenten materiales y aditivos nuevos, los interlabiales o las toallas tela son clase II especiales «510(k)», que requieren un pre aviso y evaluación de seguridad. Japón considera pertinente la intervención de la Agencia Pharmaceuticals and Medical Devices Agency, mientras que Canadá, Europa e India las consideran bienes de consumo. En este último se amparan en la norma IS 5404:1980 del Bureau of Indian Standards, que no requiere ensayos sobre la seguridad de los materiales con excepción de nivel de pH para limitar el crecimiento bacterial. China aplica las normas GB 15979-2020 (obligatoria), y GB/T 8939-2008 (optativa) del Hygienic Standard For Disposable Sanitary Products.
En la mayoría de los países, los fabricantes de productos menstruales no están obligados a publicar la lista de ingredientes. En 2015 el colectivo ecofeminista Women's Voices for the Earth realizó una manifestación frente a las oficinas de P&G en Estados Unidos, el fabricante con la mayor cuota del mercado de productos de higiene menstrual en ese país, exigiendo que se libere la lista de los ingredientes de tampones, toallitas húmedas y toallas sanitarias. Como consecuencia, tanto la empresa como su principal competidor Kimberly-Clark (Kotex) publicaron los componentes principales. En 2017 el gobierno de Estados Unidos promulgó el Acta Robin Danielson que establece la investigación del impacto en la salud de dioxinas, fibras sintéticas, fragancias y otros compuestos hallados en productos de higiene femenina.
En toallas descartables y tampones se han encontrado compuestos carcinógenos, de toxicidad reproductiva, interruptores endócrinos y neurotoxinas. Los niveles figuraron dentro de los parámetros aceptables de exposición, pero su presencia en los productos ha generado preocupación en algunos sectores ya que no aparecen en las listas de ingredientes. Entre estos se encuentran el cloroformo y cloroetano (agentes carcinógenos), estireno (interruptor endócrino y posible carcinógeno), acetona (irritante), compuestos orgánicos volátiles, ftalatos, sumando hasta veinte sustancias químicas no declaradas por fabricantes. Se registraron trazas del herbicida glifosato (interruptor endócrino y posible carcinógeno) e insecticidas piretroides (neurotoxinas), posibles residuos de la elaboración con algodón. El ácido aminometilfosfónico (AMPA), subproducto de la degradación del glifosato, también se halló en algunas muestras de toallas. El proceso químico de blanqueamiento con cloro de las fibras de pasta fluff genera dioxinas capaces de acumularse en los tejidos grasos y en el ambiente, por lo que no hay un nivel seguro. Como alternativa se comercializan modelos tratados con peróxido de hidrógeno, cloro elemental o que evitan por completo el blanqueamiento, aunque no existe evidencia científica que compruebe que son más seguros. El Programa de las Naciones Unidas para el Medio Ambiente pidió mayor investigación sobre los riesgos en la salud por la exposición a toxinas absorbidas mediante las membranas mucosas de los genitales. Asimismo, afirmó que no se conocen las consecuencias de una exposición a bajas dosis de ftalatos, bisfenoles y residuos de pesticidas hallados en toallas, ni su potencial acumulativo o por combinación.

## Mercado y demografía

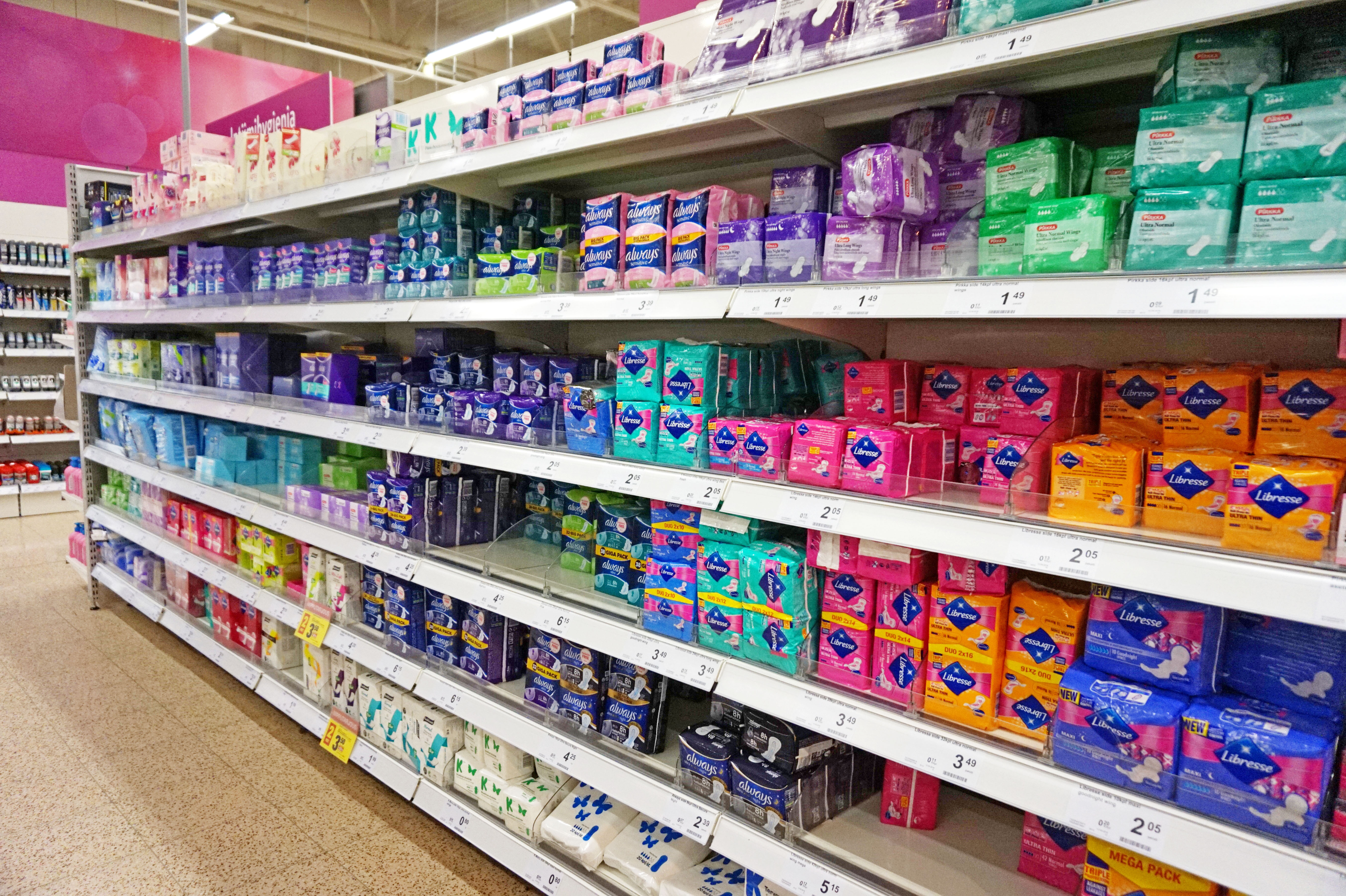
Góndola de supermercado con distintas marcas de toallas sanitarias

Las toallas sanitarias son el producto más vendido de higiene femenina y en 2020 su valor de mercado superó los US$ 23 mil millones. Su popularidad se debe a su mayor disponibilidad y reconocimiento sobre otras opciones de gestión menstrual, y pueden adquirirse en supermercados, farmacias, tiendas de conveniencia, por internet, tiendas especializadas, entre otros. El rango de precios se extiende desde US$ 20 centavos por unidad en el caso de las convencionales de plástico, y US$ 50 a US$ 80 centavos en las versiones biodegradables. Las empresas más relevantes en el sector son Procter & Gamble, Kimberly-Clark Corporation, Hengan International, Edgewell Personal Care Company, Kao Corporation, Johnson & Johnson, Unicharm Corporation, Essity Aktiebolag, Ontex, Daio Paper Corporation, Essity Aktiebolag y First Quality Enterprises Inc. La oferta de modelos de toallas responde a criterios de edad, discreción de uso, nivel de absorción, tamaño y presencia de fragancias. Dada la variedad disponible, la familiaridad con una marca específica es una de las razones más importantes indicadas por consumidoras a la hora de comprar. Las toallas descartables cuentan con mayor publicidad que los modelos reutilizables, mientras que aquellas fabricadas en materiales biodegradables son opciones menos populares por su costo y disponibilidad.
Un informe de 2020 de Servicio Nacional del Consumidor (SERNAC) de Chile halló ausencia de rótulos claros o parámetros estándar de rendimiento en los envases de toallas descartables. Como consecuencia, las consumidoras no pueden conocer las características de los productos antes de adquirirlos y solo pueden guiarse con base en la publicidad o su experiencia previa de uso. El ente concluyó que el precio de una marca no es un indicador fiable de calidad, con opciones de menor costo con mejor capacidad de absorción, e indicó a su vez que la publicidad en estos productos incluye frases de difícil comprobación como «previenen en un 99% las bacterias» o «dermatológicamente comprobadas».

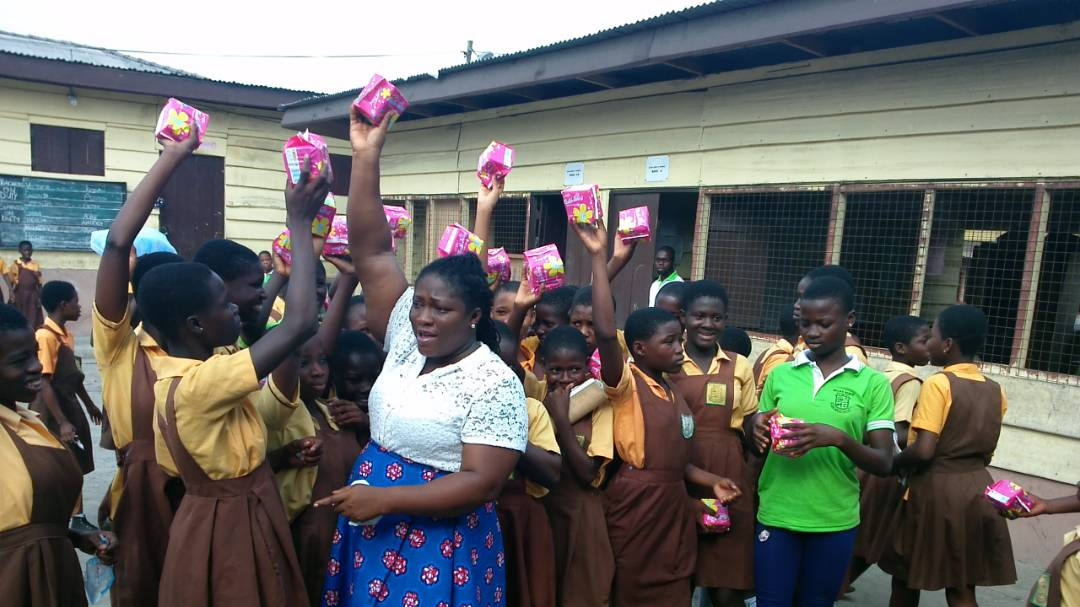
Programas de educación en gestión menstrual reparten insumos de higiene. Imagen, entrega a estudiantes de paquetes de toallas sanitarias en Acra, Ghana.

En 2019 la región Asia-Pacífico se convirtió en la mayor consumidora de toallas sanitarias, con China e India contabilizando el 80% de la cuota del mercado. Esto se debe a la elevada cifra de mujeres combinada con un aumento de la urbanización, en los ingresos personales y un mayor acceso a información sobre gestión menstrual. Por otro lado, en India más del 80% de la población no tiene acceso a toallas sanitarias, y se estima que solo un 12% de 350 millones de mujeres menstruantes las utiliza. En algunos países en desarrollo se importa la materia prima para la fabricación de toallas sanitarias descartables, lo que resulta en insumos con un costo elevado y prohibitivo para la mayoría de la población. Factores como la situación laboral de las consumidoras, nivel de educación, estilo de vivienda e ingreso mensual también condicionan su acceso a las mismas. Esfuerzos de entes gubernamentales y organizaciones sin fines de lucro han extendido el uso de las toallas en la población de estos países, con mayor información, oferta de productos a bajo costo y distribución gratuita.
En zonas rurales de Kenia, la ausencia de toallas sanitarias o su alto costo ha empujado a grupos de mujeres y adolescentes a practicar sexo transaccional para conseguir estos insumos de higiene, situación que las expone a infecciones de transmisión sexual, VIH, embarazo y abandono escolar. El acceso a productos de gestión menstrual puede complejizarse para poblaciones de refugiados. En algunos campamentos de Nauru, las toallas sanitarias son consideradas un riesgo de incendio ya que han sido utilizadas durante disturbios para iniciar fuego. Su entrega se raciona, lo que redunda en largas filas para conseguirlas o cantidades insuficientes por persona para la adecuada higiene.

## En la cultura

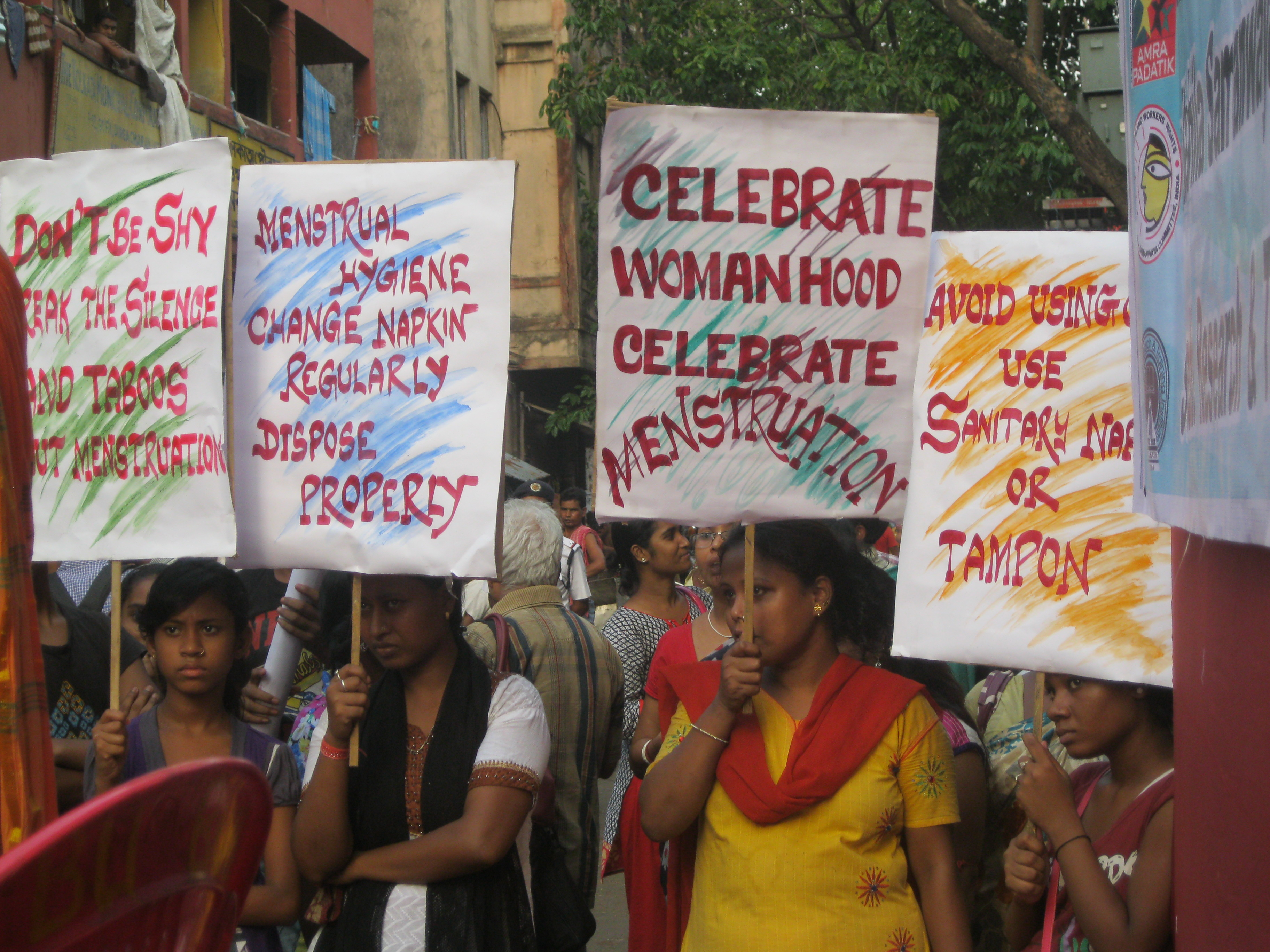
Manifestación de 2014 en India en el contexto del Día de la Higiene Menstrual. Algunas pancartas comunican instrucciones para el uso adecuado de las toallas sanitarias.

Desde el feminismo se encuentran posturas encontradas sobre la irrupción de toallas y tampones en el mercado. Por un lado se sostiene que con la incorporación de la mujer a la fuerza laboral, estos productos sirvieron al objetivo de ocultar la menstruación y adecuar las necesidades fisiológicas femeninas a entornos dominados por normas y rutinas de varones. Por otro se afirma que los productos desechables le permitieron a más mujeres disponer del tiempo que antes utilizaban para confeccionar y lavar los paños menstruales. Posturas críticas al capitalismo sugieren que la variedad de toallas sanitarias disponibles en el mercado (con colores, perfumes y moldes específicos) responden a necesidades de consumo basadas en connotaciones negativas de la menstruación y en el tabú menstrual, que impulsa «el ideal de una feminidad limpia, impoluta y sin el aroma de los periodos». A su vez, el hecho de que sean productos descartables aumenta la circulación de capital.
Las publicidades de marcas de toallas han sido objeto de controversia. En 1993, la cadena de televisión ITV del Reino Unido retiró del aire uno de sus anuncios sobre la marca de toalla Vespre Silhouette protagonizado por Claire Rayner. La empresa tomó la decisión a raíz de la cantidad de televidentes que la juzgaron ofensiva y enviaron quejas al ente regulatorio Independent Television Commission. La vergüenza menstrual se ha utilizado como recurso retórico en publicidades, particularmente la preocupación de que el apósito pueda ser visible o filtre manchando las prendas de ropa.
En poblaciones rurales de Bolivia se mantienen la creencia que quemar las toallas sanitarias utilizadas, o mezclarlas con el resto de residuos domiciliarios puede causar infertilidad o enfermedades como el cáncer. Incinerar una toalla con sangre se equipara, simbólicamente, a quemarse a sí mismo. Para evitar esto, se las lava, desechables o de tela, antes de quemarlas. A su vez, estas poblaciones consideran que enterrarlas es más adecuado, y así pueden funcionar como «fertilizante».
Las toallas sanitarias fueron el tema principal de El hombre menstrual, película de 2013 que relata la historia del emprendedor indio Arunachalam Muruganantham e inspiró a su vez el drama sobre su vida Pad Man. El documental de 2018 Period. End of Sentence., sobre la instalación de una fábrica de este insumo en Hapur, ganó el Premio Óscar de 2019 al Mejor documental corto. Las toallas sanitarias descartables forman parte de los elementos de distribución gratuita de programas gubernamentales para el manejo de la higiene menstrual y de organizaciones sin fines de lucro que combaten la pobreza menstrual.

## Impacto ambiental

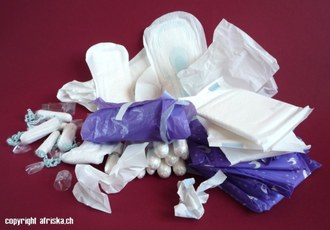
Las toallas desechables comerciales contienen hasta un de plástico y pueden tardar hasta 800 años en degradarse. En imagen, toallas y sus envases junto a tampones.

Se estima que una mujer puede llegar a utilizar entre 12 000 a 17 000 unidades de productos descartables de gestión menstrual, lo que equivale entre 136 y 200 kg de residuos que pueden terminar en vertederos. La huella de carbono anual de estos residuos por persona asciende a 5.3kg CO2eq, y la cifra total de toallas desechadas en el medio ambiente se espera que supere las 12 mil millones por año. Si bien la celulosa del núcleo es biodegradable, está rodeada de dos capas no compostables de polietileno y otras fibras de polímeros, que se combina en algunos casos con super absorbentes, lo que resulta en un material no degradable. Incluyendo producto y envase, el plástico alcanza el 90% en las toallas y la descomposición de cada una puede demorar 800 a 900 años. Si los residuos se entierran, el polietileno no podrá fotodegradarse.
En entornos rurales estos desechos terminan acumulándose en campos y cuerpos de agua, y la contaminación generada impacta de manera más directa a las personas que viven allí, ya que puede permear al agua y a la tierra utilizadas para cultivar los alimentos de consumo local. En las áreas urbanas se mezclan con la basura domiciliaria y terminan en vertederos municipales, donde son susceptibles a quemarse y contaminar el aire. Un informe de la Comisión Europea sobre el impacto de los plásticos de un solo uso determinó que los residuos higiénicos, entre los que se incluye tampones y toallas, constituye el quinto mayor contaminante de playas y son una amenaza para la vida marina. Su degradación en microplásticos también afecta a los ecosistemas y a la salud.

En algunos países como Argentina la producción de tampones y toallas se realiza mediante el desmonte de un sector de selva autóctona para dar paso al monocultivo de pino, de los cuales se extrae la celulosa en forma de pasta fluff; esta materia prima representa el 60% del peso de estos insumos y al año son 10 140 toneladas de pasta utilizadas en el país para ese fin. Los análisis de ciclo de vida (ACV) de las toallas desechables y tampones arrojaron que su impacto ambiental es similar, y proviene mayormente de la extracción de materias primas, procesos de fabricación y los envases. Estos últimos representan del 70% al 95% del impacto, mientras que el producto en sí alcanza del 4% a 17%. Los componentes que representaron el mayor costo ambiental fueron el absorbente de pasta fluff y el polietileno, y las categorías del ACV que registraron niveles significativos de impacto fueron eutrofización, potencial de cambio climático sin incluir emisiones biogénicas y toxicidad humana (cancerígeno). Los niveles de acidificación y ecotoxicidad son similares con los tampones. No se contempló la incidencia de los compuestos carcinógenos, de toxicidad reproductiva, interruptores endócrinos y neurotoxinas hallados en toallas por la ausencia de datos sobre la identidad específica de cada uno, su cantidad y la toxicidad que podrían alcanzar en el medio ambiente.

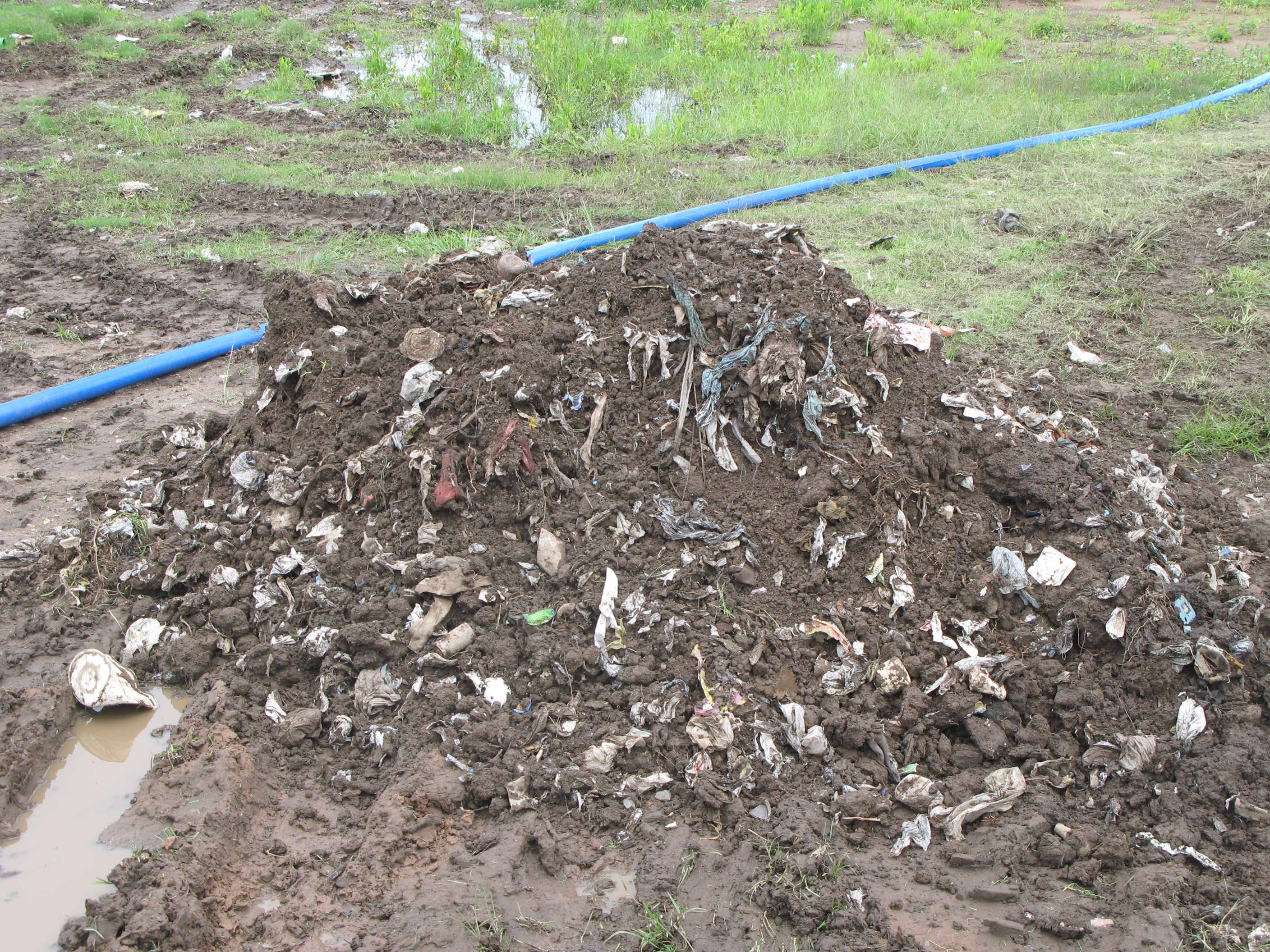
Toallas sanitarias de plástico descartadas junto con heces (imagen Alianza de Saneamiento Sostenible). Al no ser biodegradables, estos residuos complican la reutilización de la materia orgánica como fertilizante para jardinería y cultivo.

Los comportamientos de los consumidores influyen sobre el mal manejo de los residuos de toallas desechables. Su incorrecta evacuación mediante el inodoro es la primera causa de obstrucciones en las cañerías a nivel doméstico, lo que genera a su vez una problemática de saneamiento y gasto adicional para el mantenimiento del alcantarillado urbano. Un estudio en Reino Unido encontró que este comportamiento se debe a la percepción de que el desecho mediante el inodoro es más higiénico, a la vez que más discreto, que utilizar un cesto de basura. Al mismo tiempo, ideas relacionadas con la vergüenza menstrual motivarían que el consumidor se deshaga del producto de esta manera, ocultando los residuos para no ser vistos, con antecedentes desde 1930 en las instrucciones de toallas Kotex. Para contrarrestar esta situación se han propuestos campañas de educación, como así también políticas que verifiquen que las instrucciones de uso de los envases no sean ambiguas o poco claras.
Como absorben fluidos corporales estos productos ya utilizados se consideran residuos sanitarios. Su categorización como patogénicos o plásticos depende de la legislación de cada país. Si se desechan en conjunto con el resto de la basura domiciliaria, los trabajadores que tienen contacto directo con las toallas usadas durante la separación manual de los materiales reciclables pueden verse expuestos a patógenos como escherichia coli, salmonella, staphylococcus aureus, virus del VIH, y en riesgo de contraer hepatitis y tétanos. En el caso de que se opte por la incineración, de no realizarse con los protocolos y temperatura adecuados el proceso puede generar emisiones de gases contaminantes como dióxido de carbono, y liberar compuestos tóxicos como dioxinas y furano. La Organización Mundial de la Salud prevé que la temperatura óptima para residuos sanitarios es de 800 °C, nivel que no siempre se cumple por los países.